# Sergio Daniel Martínez
Sergio Daniel Martínez Alzuri (15 lutego 1969) – piłkarz urugwajski o przydomku Manteca, napastnik. Wzrost 173 cm, waga 66 kg.

## Życiorys
Martínez rozpoczął zawodową karierę piłkarską w 1986 roku w klubie Defensor Sporting, który po fuzji z 1989 przyjął nazwę Defensor Sporting. Jako piłkarz klubu Defensor Sporting wziął udział w turnieju Copa América 1989, gdzie Urugwaj zdobył tytuł wicemistrza Ameryki Południowej. Zagrał jedynie ostatni kwadrans pierwszego meczu z Ekwadorem. Rok później wziął udział w finałach mistrzostw świata w 1990 roku, gdzie Urugwaj dotarł do 1/8 finału. Zagrał tylko w jednym meczu - z Koreą Południową.
Był w kadrze Urugwaju na turniej Copa América 1991, jednak nie zagrał w żadnym meczu. Po turnieju przeniósł się na krótko do klubu CA Peñarol, skąd wyemigrował do Argentyny by grać w klubie Boca Juniors. Przez 5 lat gry w Boca Juniors Martínez był siła napędową klubowego ataku. Wraz z Boca Juniors zdobył mistrzostwo Argentyny turnieju Apertura w sezonie 1992/93 oraz w 1993 zdobył Copa de Oro Sudamericana. Dwukrotnie został królem strzelców ligi argentyńskiej - z 12 bramkami w turnieju Apertura sezonu 1993/94 oraz z 15 golami w turnieju Clausura sezonu 1996/97. Obecnie z 86 bramkami w 167 meczach wszystkich rozgrywek plasuje się na 7. miejscu w tabeli wszech czasów ery zawodowej ligi argentyńskiej.
W turnieju Copa América 1995 rzut karny egzekwowany przez Martíneza w finałowym spotkaniu z Brazylią przesądził o zdobyciu przez Urugwaj tytułu mistrza Ameryki Południowej. Poza meczem finałowym zagrał w dwóch meczach grupowych z Paragwajem i Meksykiem oraz w półfinale z Kolumbią. Wciąż jako gracz Boca Junors wziął udział w turnieju Copa América 1997, gdzie Urugwaj odpadł już w fazie grupowej. Zagrał w meczach z Peru i Boliwią.
W styczniu 1998 Martínez przeniósł się do Hiszpanii, gdzie przez rok zagrał tylko w 3 meczach klubu Deportivo La Coruña. Następnie wrócił do Urugwaju i grał w klubie Club Nacional de Football, w którym w 2001 roku zakończył karierę piłkarską.
Od 27 września 1988 do 20 lipca 1997 rozegrał w reprezentacji Urugwaju 35 meczów i zdobył 5 bramek.

## Sukcesy
| Sezon         | Drużyna                | Tytuł                                       |
| ------------- | ---------------------- | ------------------------------------------- |
| 1987          | Defensor Sporting Club | mistrz Urugwaju                             |
| 1989          | Urugwaj                | wicemistrz Ameryki Południowej              |
| Apertura 1992 | Boca Juniors           | mistrz Argentyny                            |
| Apertura 1993 | Boca Juniors           | Primera División Argentina – król strzelców |
| 1993          | Boca Juniors           | Copa de Oro Sudamericana                    |
| 1995          | Urugwaj                | mistrz Ameryki Południowej                  |
| Clausura 1997 | Boca Juniors           | Primera División Argentina – król strzelców |
| 2000          | Nacional               | mistrz Urugwaju                             |
| 2001          | Nacional               | mistrz Urugwaju                             |